# Ділянка соснового лісу (заповідне урочище)
Діля́нка сосно́вого лі́су — лісове заповідне урочище в Україні. Розташоване в межах Сарненського району Рівненської області, на захід від села Федорівка. 
Площа 7,8 га. Статус надано згідно з рішенням облради № 213 від 13.10.1993 року. Перебуває у віданні ДП «Клесівський лісгосп» (Федорівське л-во, кв. 48, вид. 26). 
Статус присвоєно для збереження частини лісового масиву з цінними насадженнями сосни.